# Chiesa di San Biagio (Poppiano)
La chiesa di San Biagio a Poppiano è un edificio sacro situato a Poppiano, frazione del comune di Montespertoli, in provincia di Firenze, diocesi della medesima città.
In origine vi erano due chiese, San Biagio e San Nicola, unificate nel 1689 quando la chiesa divenne prioria.
Gli stemmi con l'arme della famiglia Guicciardini posti sul portale della chiesa, datato 1593, ne dichiarano il patronato, anche se un'altra famiglia, i Ridolfi di Piazza, ugualmente originaria del luogo, era legata alla chiesa alla quale donò un ciborio marmoreo cinquecentesco sormontato dall'arme gentilizia e un bel crocifisso ligneo del Quattrocento.
La chiesa fu ristrutturata nella seconda metà del Seicento.